# Titularbistum Hieropolis
Hieropolis (ital.: Geropoli) ist ein Titularbistum der römisch-katholischen Kirche.
Es geht zurück auf ein früheres Bistum des antiken Hierapolis (das heutige Koçhisar in der Türkei) in der kleinasiatischen Landschaft Phrygien (spätantike römische Provinz Phrygia Salutaris) im Westen der heutigen Türkei. Das Bistum gehörte der Kirchenprovinz Sinnada an.
Das Titularbistum ist nicht zu verwechseln mit dem auf einen Bischofssitz im ebenfalls in Phrygien gelegenen Hierapolis in der spätantiken Provinz Phrygia Pacatiana zurückgehenden Titularbistum  Hierapolis in Phrygia.
| Titularbischöfe von Hieropolis |                                  |                                                                |                   |                    |
| Nr.                            | Name                             | Amt                                                            | von               | bis                |
| 1                              | Léon Bélouino                    | Weihbischof in Port-au-Prince (Haiti)                          | 20. August 1880   | 25. August 1890    |
| 2                              | Josef Bombera (Giuseppe Bombera) | Großkaplan des Tschechoslowakischen Heeres (Tschechoslowakei)  | 13. Juni 1924     | 2. Januar 1927     |
| 3                              | Nicanor Mutiloa e Irurita CSsR   | Apostolischer Administrator von Barbastro (Königreich Spanien) | 17. November 1927 | 1. Mai 1935        |
| 4                              | Ralph Leo Hayes                  | Rektor der Päpstlichen Nordamerika-Kolleg (Königreich Italien) | 26. Oktober 1935  | 16. November 1944  |
| 5                              | Arthur Hughes MAfr               | Regens im Königreich Ägypten und Arabien                       | 3. März 1945      | 23. August 1947    |
| 6                              | Benigno Carrara                  | Koadjutorbischof von Imola (Italien)                           | 20. Dezember 1947 | 12. Mai 1956       |
| 7                              | Philip Hannan                    | Weihbischof in Washington (USA)                                | 16. Juni 1956     | 29. September 1965 |
| 8                              | Youhannan Semaan Issayi          | Koadjutorerzbischof von Sehna (Iran)                           | 1. September 1967 | 7. März 1970       |